# Bassaricyon medius
El olingo del Chocó, olingo de Panamá u olingo de Thomas (Bassaricyon medius) es una especie de mamífero carnívoro de la familia Procyonidae, nativo de Panamá y las tierras bajas del occidente de Colombia y Ecuador.

## Descripción

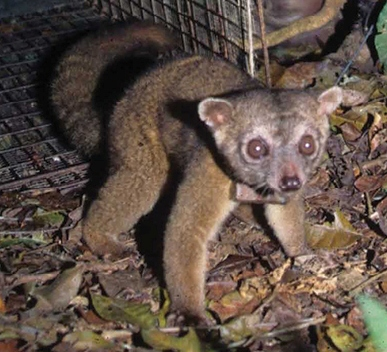
Bassaricyon medius orinomus, Gamboa Panamá. Foto cortesía de M. Guerra and R. Kays para ZooKeys.

La longitud de su cuerpo con la cabeza es de aproximadamente 38 cm y la de la cola 44 cm; pesa en promedio 1 kg. El pelo es de color castaño, con el vientre amarillo.

## Hábitat
Prefiere el dosel superior del bosque húmedo tropical y raramente se le ve en el suelo. Vive en tierras cálidas, desde el nivel del mar hasta un máximo de 1.800 m de altitud.

## Taxonomía
Esta especie fue descrita con base en ejemplares del Chocó, Colombia, por Thomas en 1909, Sin embargo, después fue designada como subespecie Bassaricyon alleni medius. Sin embargo, tras comparaciones morfológicas minuciosas entre diversos especímenes de Bassaricyon y análisis de su ADN, B. medius ha sido confirmada como especie, con al menos dos subespecies:
- Bassaricyon medius medius de Colombia y Ecuador
- Bassaricyon medius oronimus de Panamá.[2]

Por el contrario, la subespecie descrita inicialmente como B. medius siecatus, encontrados al oriente de Colombia, realmente pertenece a la especie Bassaricyon alleni (B. alleni siecatus).